# Mariehemsängarna

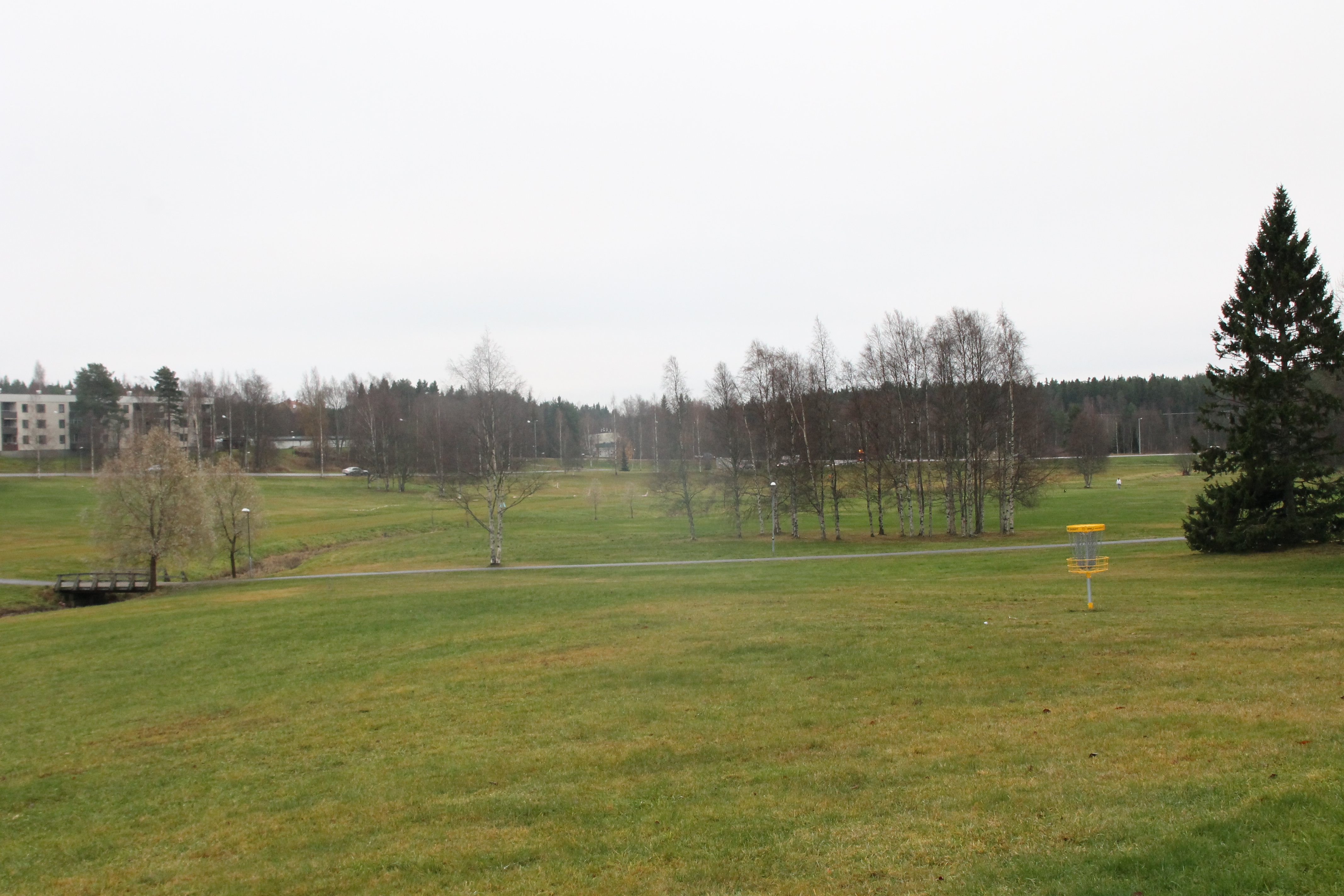
Mariehemsängarna.

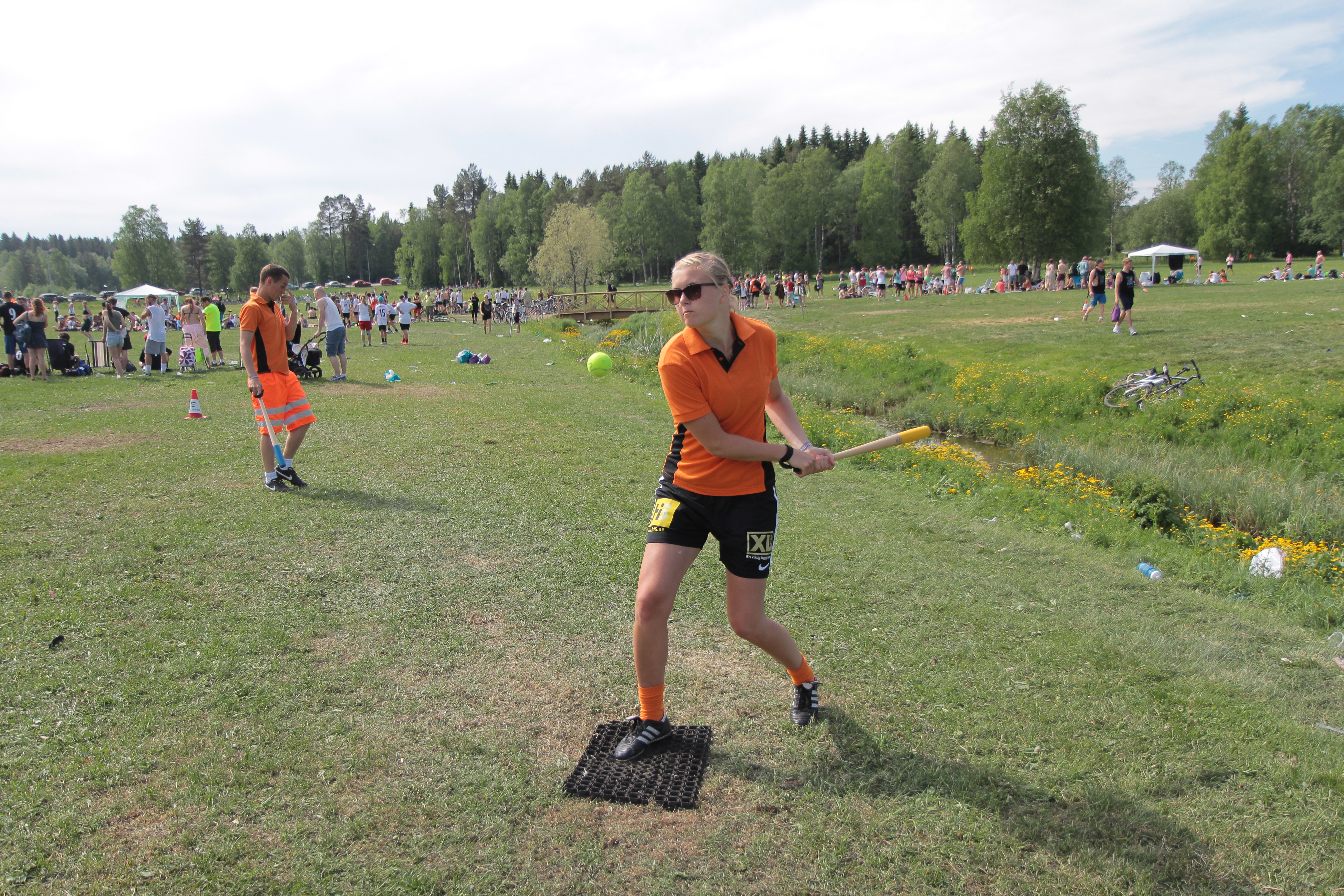
Brännbollsyran i Umeå år 2013.

Mariehemsängarna är ett grönområde i Umeå, beläget mellan Mariehem och Stadsliden. Området karaktäriseras av stora gräsmattor. Genom parken rinner en liten å med några dammar som brukar hysa svanar och änder på sommaren. Här finns också Mariehem SK:s hemmaplan MSK Arena.
På Mariehemsängarna har Brännbollsyran genomförts varje år sedan 1974.

## Discgolf
På Mariehemsängarna har Umeå Discgolf Club en discgolfbana med 18 hål. Banan sköts av föreningen och är gratis för allmänheten att använda. Banan grundades 1980 och hade då endast 9 hål men har under åren utvidgats till 18 hål. Bandragningen har under åren sett väldigt olika ut och utvecklas kontinuerligt. 
Under en mätning en solig dag 2011 rörde sig cirka 500 personer på banan och intresset för discgolf i Umeå har sedan dess ökat ännu mer med ökat antal medlemmar i klubben som följd.